# James Middleton Cox
James Middleton Cox (Jacksonburg (Ohio), 31 maart 1870 - Kettering (Ohio), 15 juli 1957) was een politicus voor de Democratische Partij in de VS.
Cox begon zijn loopbaan als journalist en publicist. Hij zetelde van 1900 tot 1913 in het Huis van Afgevaardigden en was van 1913 tot 1915 en van 1917 tot 1921 gouverneur van Ohio.
Tijdens de Democratische nationale conventie in juni-juli 1920 werd Cox in de 44ste stemronde aangewezen als presidentskandidaat met Franklin D. Roosevelt als kandidaat voor het vicepresidentschap. De conventie toonde zich in navolging van de afscheidnemende president Woodrow Wilson een voorstander van de Volkenbond. Cox reisde heel het land rond en gaf zo'n 400 toespraken tijdens zijn campagne. Hij werd bij de presidentsverkiezingen in november 1920 echter met ruime meerderheid verslagen door Warren G. Harding. Cox trok trok zich daarna terug uit de politiek, hoewel hij in 1932, 1936, 1940 en 1944 campagne voerde voor Franklin Roosevelt.
- Bibliothèque nationale de France: cb16187287z (data)
- Gemeinsame Normdatei: 129860867
- International Standard Name Identifier: 0000 0000 2518 2489
- Library of Congress Control Number: n85127913
- National Archives and Records Administration: 10568146
- Nationale Bibliotheek van Israël: 987007426314805171
- SNAC: w6193wx7
- Système universitaire de documentation: 168602180
- Union List of Artist Names: 500191137
- Biographical Directory of the United States Congress: C000835
- Virtual International Authority File: 52779918
- WorldCat: E39PBJw4CcPqM9GhJ7TMybK68C